# Pestszentlőrinc története

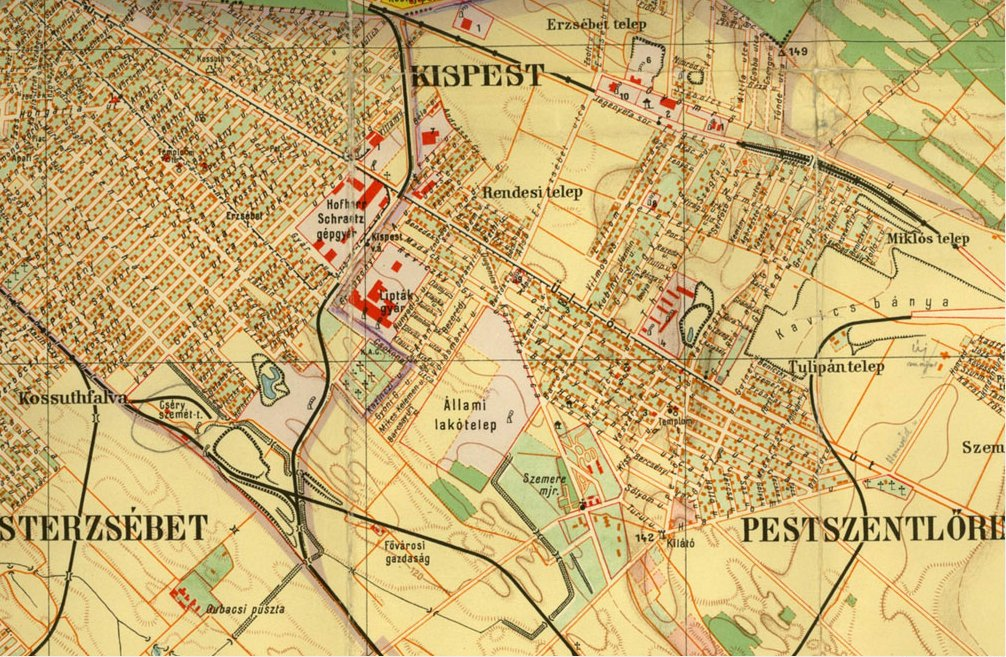
Pestszentlőrinc térképe 1930 körül

Pestszentlőrinc az 1950-ben Budapesthez csatolt megyei városok egyike. Területe a vaskor óta lakott, a kora középkorban királyi birtok volt, később számos alkalommal gazdát cserélt. A török hódoltság alatt elnéptelenedett terület sikertelen újratelepítési kísérletek után a Grassalkovich-, majd több más család birtokába került. A kiegyezést követően előbb lakó- és pihenőövezetként, majd a vasút megjelenése és több gyár betelepülése révén az ipar által is fellendülést élvezett. A két világháború között lakossága gyors ütemben növekedett, lehetővé téve a megyei városi rang elnyerését. Budapest 1950-es bővítésekor önállósága megszűnt, azóta Pestszentimrével együtt Budapest XVIII. kerületét alkotja.

## Ókor és a népvándorlás kora
Pestszentlőrinc területén a legrégebbi leletek a Cséry-féle vasútvonal építésekor, 1893-ban kerültek a felszínre. Ez a temetkezőhely feltehetőleg a vaskorból származik. A Budapest–Záhony-vasútvonal építésekor pedig római kori festett vörös kerámiák (terra sigillata) kerültek felszínre. A rendessytelepi Lenkei utcában 2-3. századi zsugorított csontvázas temetkezés leletét és szarmata eredetű csészét találtak.
Római vagy népvándorlás korabeli sírt találtak a Lakatos utcában is 1964-ben, melyben egy rituális koponyatemetkezés leletei, egy vaslándzsa és egy kőlap feküdt.
A Bélatelep Krúdy Gyula utcájában 1978-ban népvándorlás korabeli korsó került elő. Az Üllői úti laktanya területén egy valószínűleg honfoglaláskori gazdag lovassírt tártak fel, aminek mellékletéből aranyozott bronz övveretek és vas lószerszámok kerültek elő, egy közeli másik sírból pedig szablya és szíjvég a legértékesebb leletek.
Az egykori Gloriett kilátó helyén, 1972-ben kezdett ásatások tárták fel a kalandozások egyik résztvevőjének sírját. II. Lothár dénárjai, lócsontok, zabla és kengyel valamint ezüst karperec került elő a sírból.

## Középkor
Pestszentlőrinc területe a honfoglalás után a dél-pesti térséggel együtt fejedelmi, majd királyi tulajdonba került. Az első állandó település kialakulása valószínűleg a 12-13. században történt. Templomát Szent Lőrinc védőszentjüknek ajánlották, akiről a falu is a nevét kapta. Ezt a templomot és az azt körülvevő temetőt 1909-ben találták meg a mai XIX. kerületi Wekerletelep területén zajló építkezési munkák kapcsán. Köveit az építkezésekhez széthordták, csak egy stilizált edényből kinövő szőlőtőkét ábrázoló, római eredetű követ őriztek meg és építettek be a mai Hungária u. 5. számú ház lábazatába (felirata: Régen templom állt e helyen, romjaiból való e kő). Az épületet Lux Kálmán tárta fel. Vas sarkantyúkat, kardtöredékeket és lópatkókat találtak, valamint elkészítették a templom alaprajzát. Ez faragás nélküli kövekből épült, északkelet felé tájolt, kis (10 m széles) építmény volt, amelynek alapfalaira később más rendeltetésű épületet emeltek. Méterei, alaprajza, kövei és félköríves szentélyzáródása miatt a korai építésű (12. század) templomok közé sorolható. 1968-ban és 1969-ben újabb leletmentő ásatásokat szerveztek a helyszínre, de ezek során az alapfalak már nem kerültek elő. Megtalálták viszont a falu temetőjét: a mai felszín alatt 60–120 cm mélységben fekvő 15 felnőtt és egy gyermekcsontvázat, valamint az 1909-es építkezés során megbolygatott csontokat.
A falu valószínűleg a 13. századi birtokadományozások során került magánkézbe, de erről adat nem maradt fenn. Csak annyi ismert, hogy 1327-ben Károly Róbert a Pest környékén fekvő egykori királyi birtokokat a csepeli királyi uradalom alá rendelte.
Szentlőrinc első okleveles említése 1332-ből való. Az ekkor készült határjárás Gyál északi szomszédjaként említi (parte possessionis Scenthleurinch vocate) Szentlőrincet (a possessio kifejezés jelentősebb falut takar).
1362-ben Erzsébet anyakirálynő Szentlőrincet kiemelte mindenféle földesúri bíráskodás alól, és lakóit közvetlenül a királyi igazságszolgáltatás alá rendelte. Ebből azonban nem derül ki, hogy a falu a királyné tulajdona volt-e vagy csak az épp külföldön tartózkodó fia, Nagy Lajos király nevében intézkedett.
1404-ben Zsigmond király elcserélte a birtokot Haraszti János és László, valamint Pakonyi Domonkos nemesekkel, akik a környéken fekvő Poltharasztja nevű birtokot kapták érte. A nemesek a váci káptalannál tiltakoztak az erőszakos, számukra előnytelen csere miatt.
1424-ben Zsigmond a feleségének, Cillei Borbálának adományozta 15 vár, 8 város és 46 másik falu társaságában Zenth Lewrynczet is. Később több ízben a Nógrád vármegyei Szanda várának uradalmához tartozott.
1478-ban Mátyás Haraszthy Ferencnek adományozta Soroksárt és több kisebb, környékbeli falut is. Elképzelhető, hogy Szentlőrinc is ezek között volt. Haraszthy 1518-ban Anna nevű lányára hagyta, akinek kezével Bakos Mihály birtokába került.
Ennek részben ellentmond, hogy 1496-ban II. Ulászló oklevele egy csereügylet kapcsán Solymár vára tartozékaként említi. 1499-ben pedig a frissen megszerzett várral együtt Ráskay Balázs tulajdonába került.
1514-ben Szentlőrincen gyülekeztek a felkelő parasztok pesti táborának szétverésére készülő nemesi hadak (gubacsi csata).

## Török hódoltság és elnéptelenedés (1541–1757)
A település Buda és Pest elfoglalásával, 1541-ben került török uralom alá. Közigazgatásilag a budai vilajet budai szandzsákjának pesti náhijéjébe tartozott.
Ebből a korszakból fennmaradt források elsősorban adóösszeírások. Az 1553-as összeírás adatai között szerepel Szentlőrinc nevű falu is, mely nyolc portával adózott. 1558-ban az addig tímárbirtokok közé sorolt, Külahlu Naszuh birtokába tartozó faluból khászbirtok lett, vagyis szolgálatokért kapott magánbirtokból szultáni tulajdonba került. Hegedűs László számításai szerint ekkor 7-8 adózó és 2-3 nem adózó család, vagyis mintegy 60 fő élhetett a faluban. 1559-ből két forrás maradt fenn: az egyik a széna adóját adja meg (ez már a falu lakosságának csökkenésére utal), a másik pedig már adózó lakosok nélküli pusztaként említi Szentlőrincet, amit a pesti vár lovasainak vezetője, Juszuf aga bérel. Ezek arra utalnak, hogy a falu elnéptelenedése igen rövid idő, alig egy év alatt történt meg. 1562-ben már mint haszonélvező nélküli pusztát említik. Az elnéptelenedett területet legelőként hasznosították, tulajdonosai a törökök, bérlői a környező területekhez hasonlóan pesti polgárok voltak.
Néhány Szentlőrincet említő forrás a Királyi Magyarország területéről is fennmaradt. Az 1565-ös Pest vármegyei adónyilvántartásban még hét adózó portával szerepel, ám ez az adat valószínűleg téves, a korábbi állapot továbbvezetésén alapul. 1593-ban a Ráskay-utódok pereskedtek Solymár váráért, annak tartozékai között Szentlőrinc is szerepel. 1635-ben a király a Rőthy családnak adományozta. Rőthy István halála után felesége, Nadányi Margit 1655-ben újra férjhez ment, de megtartotta saját birtokában Szentlőrinc, Apostag és Dabas pusztákat.
1660 körül házasság útján jogilag a felsővattai Vattay (Wattay) család birtokába került: Vattay Pál Pest-Pilis-Solt vármegye helyettes alispánja hozományként kapta, amikor elvette a Nógrád megyei főispán, Buday Bolgár Bornemissza Pál lányát, Annát. Tulajdonjoguknak azonban a távoli királyi Magyarországon élő család még sokáig nem tudott érvényt szerezni. Vattay Pál és Péchyné Budai Sára 1663-ban és 1664-ben is oklevélben tiltották el a környékbeli lakosokat Pest megyei birtokaik, köztük Szentlőrinc puszta jogtalan használatától.
Szentlőrinc 1686-ban, Buda visszafoglalása után szabadult fel véglegesen a török uralom alól. Ekkor Vattay Pál fia, János a váci járás szolgabírája volt birtokosa, aki mindent elkövetett, hogy tulajdonjogát a gyakorlatban is érvényesítse, még I. Lipót császárnak is írt levelet ez ügyben. Végül 1697-ben kapta meg Pest megyei birtokait, melyekért fizetett fegyverváltságból az derül ki, hogy közülük Szentlőrinc volt a legértékesebb: 123 aranyforint és 60 dénár volt a puszta megváltásának ára. 1702-ben Pest városával birtokpert folytatott a határok megállapítása végett. Az evangélikus család ellen fellépő Habsburg adminisztrációval  a harc sikertelensége elkedvetlenítette az új tulajdonost, akinek családja egyébként is nehéz anyagi helyzetbe került (korábban Jánost török fogságból kellett kiváltania, a birtokok tulajdonjogát igazoló eredeti oklevelek elpusztulása miatt igen drágán megszerezhető másolatokra volt szükség). János lett Pest-Pilis-Solt vármegye első kuruc alispánja. Végül az ő halála után a mostohák törvénytelenül átjátszották a birtokot és a környéket is  1723 és 1733 között (Soroksár, Vecsés, Gödöllő) Grassalkovich (I.) Antalnak.

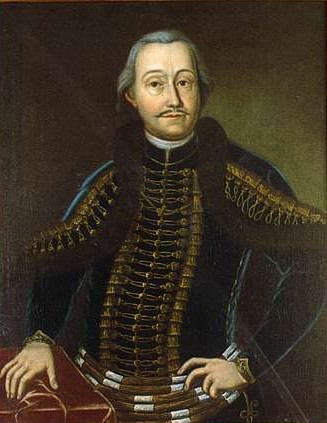
Grassalkovich Antal (1694-1771)

Az uradalom területe mintegy 6500 hold (37 km²) volt, mely magában foglalta a mai Pestszentlőrinc és Kispest legnagyobb részét (a Határ úttól a Béke térig, az Üllői út két oldalán).

## Pusztaszentlőrinc (1757–1865)

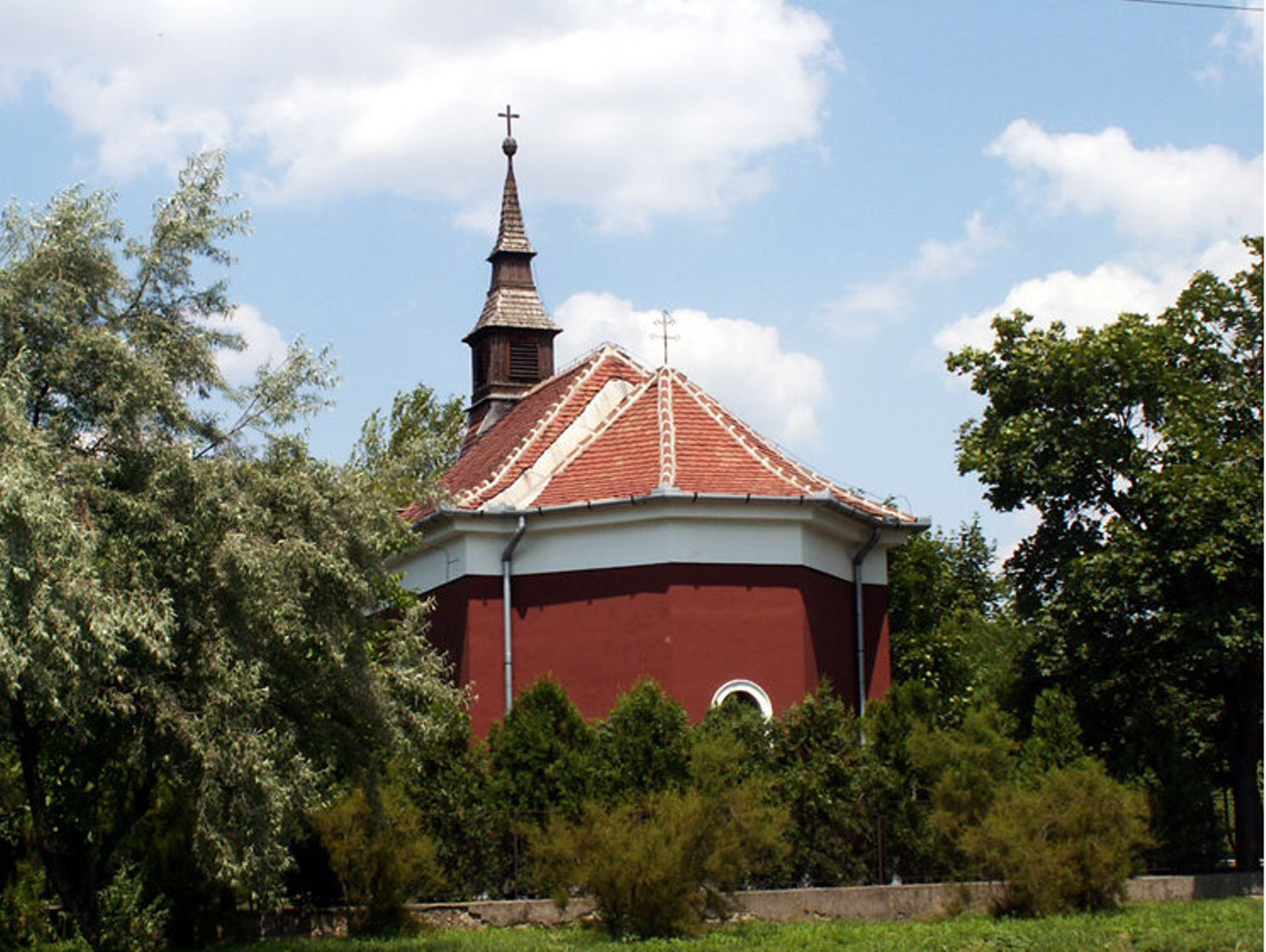
Szent Lőrinc-kápolna. Margó Tivadar u.-Cziffra György u. sarok. Fotó: Varga Máté

Grassalkovich (I.) Antal 1757-ben majorságot épített és hét családot telepített a lakatlan birtokra. A major a mai Szent Lőrinc-kápolna környékén, a Kele, a Margó Tivadar és a Cziffra György utcák találkozásánál állt. Valószínűleg 1762-ben épült fel a mai Pestszentlőrinc egyetlen műemlék jellegű épülete – a barokk stílusú Szent Lőrinc-kápolna – amely a major területén, a mai Margó Tivadar utca tengelyében áll. 1767-ben 38, 1786-ban már 58 család élt itt, ami kb. 300-350 főt jelentett. Ez a szám a 19. század második feléig nem változott jelentősen.
A súlyosan eladósodott Grassalkovich (III.) Antal 1799-ben a birtokot bérbe adta Mayerffy Xavér Ferencnek (róla kapta a nevét Ferihegy), aki mintagazdasággá fejlesztette az itt található bérleményét. Meyerffy később az uradalom egy részét megvásárolta, a hagyományos gazdálkodás mellett komlótermesztéssel, szőlészettel és méhészettel is foglalkozott.
1814-ben, a Napóleon legyőzése után Bécsben ülésező nagyhatalmi konferencia vendégei látogatást tettek Pesten és Budán, ebből az alkalomból tartottak katonai parádét Szent-Lőrinc-pusztán. I. Ferenc magyar király, I. Sándor orosz cár, III. Frigyes Vilmos porosz király a mai Gilice téren emelt kilátóból (gloriett) szemlélte a parádét. (A kilátó a második világháború során elpusztult, a nevét azonban őrzi a szomszédságában kialakult Gloriett-telep településrész).
Mayerffy halála után a Grassalkovich-birtokot leányágon öröklő gr. hédervári Viczay Károly szerezte meg, aki 1851-ben eladta azt báró Sina Simonnak.
Fényes Elek 1851-es leírása szerint Puszta-Szent Lőrinc területe 6121 hold szántóföld, rét és legelő, valamint 319 hold erdő, vagyis körülbelül 37 km². Gazdaságából a birka-, ló- és szarvasmarha-tenyészést, a szőlőket és a sörházat emelte ki.
Sina Simon a birtokon 1860-ban iskolát építtetett, ahova a környező majorokból kocsikkal szállíttatta a gyerekeket.
Az uradalom modernizálása azonban rengeteg pénzt igényelt volna, amit a befolyó bevételek nem tettek lehetővé, így a Sina család 1865-ben eladta a birtokot, és egy belga bankon keresztül Pusztaszentlőrinc felparcellázása mellett döntött.

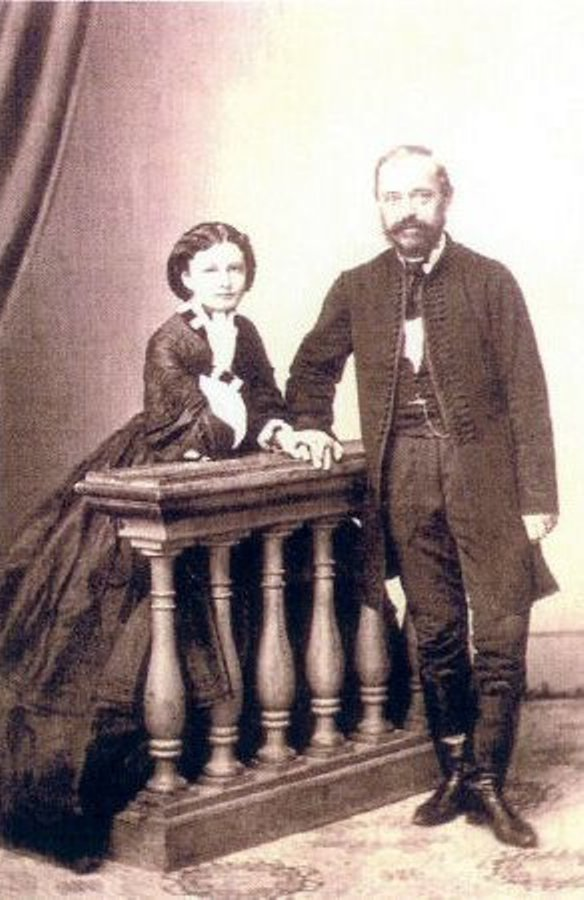
Herrich Károly és felesége, Deák Szidónia

A területből először 300-500 holdas birtokokat adtak el, előbb az északi (mai Kispest) részen, majd a déli területekből Cséry Lajos 2600 (benne a majorsággal), Lónyay Menyhért pénzügyminiszter 1000, Herrich Károly mérnök és Rendessy Károly óbudai pékmester pedig néhány száz holdat vásárolt meg.

## Kispest részeként (1873–1909)

### Az első parcellázások
Az északi területek birtokosai többnyire 300 négyszögöles parcellákra osztották földjüket, melyek hamar elkeltek a főváros közelébe vagy az onnan kiköltözni vágyók között. A lakosság száma gyorsan nőtt: 1871-ben Kispest ideiglenes szervezésű kisközség, 1873-ban Vecsésből (Pusztaszentlőrinccel együtt) kiválva önálló község, 1874-ben pedig 1800 lakossal nagyközség lett.
Eközben a terület déli részén, a Szála-erdőben Lónyay Menyhért emeletes villát építtetett magának, nyaraló céljára (1872). Hamarosan elérte, hogy a Budapest–Záhony-vasútvonalon haladó vonatok is megálljanak itt, miután 1875-ben felépült a Pusztaszentlőrinc-Nyaraló nevű vasútállomás, a mai Pestszentlőrinc vasútállomás elődje. Az épületet 2008-2009-ben felújították, így eredeti állapotában látható napjainkban is.
A jó megközelíthetőség miatt 1877-ben már 16 villa állt a területen, ugyanis a volt miniszterelnököt meglátogató barátainak megtetszett a környék, és Lónyay kétholdas, erdős parcellákat adott el számukra (pl. Eötvös Loránd, Margó Tivadar, Puskás Tivadar, Országh Sándor képviselő, Brázay Kálmán nagykereskedő, Havass Imre főügyészhelyettes). Ezzel kialakult Pestszentlőrinc második településrésze (a major után) a Nyaralótelep vagy Villatelep (ma: Lónyaytelep).

### Az iparosodás első hulláma

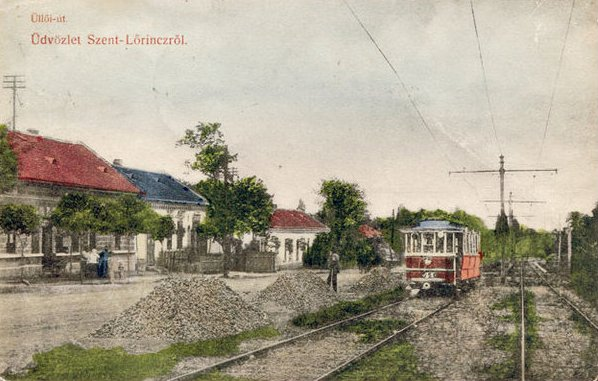
Képeslap: Pestszentlőrinc 1900 körül, az Üllői úti villamos építésekor

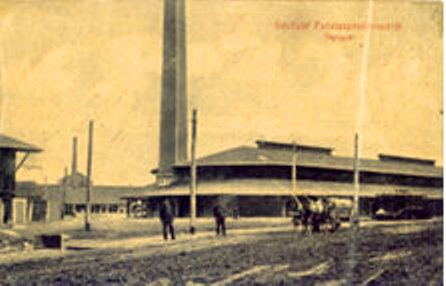
Budapest-Szentlőrinci Tégla- és Terracottagyár

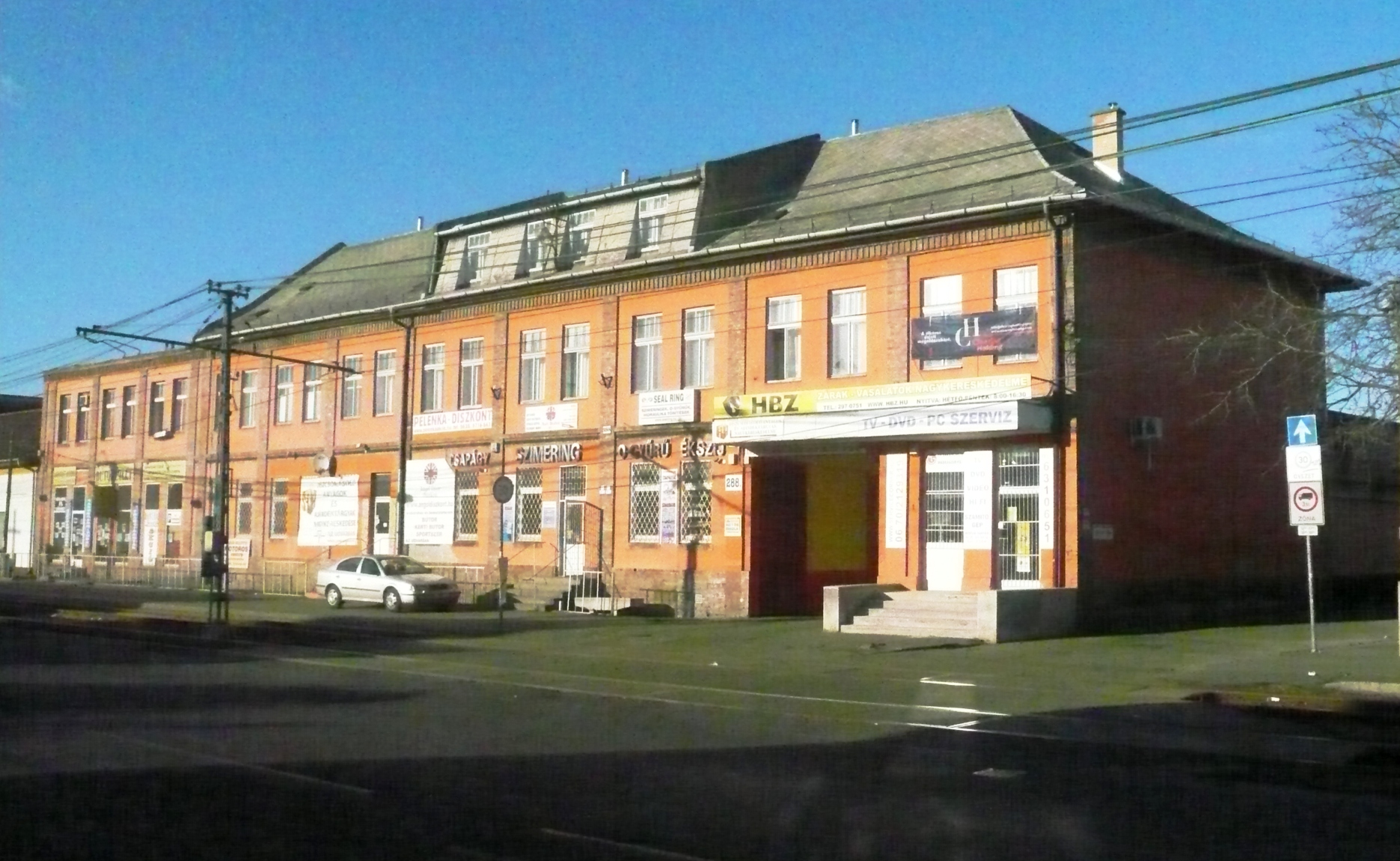
Lőrinci Szalagszövő és Csipkegyár épülete, 2012-ben

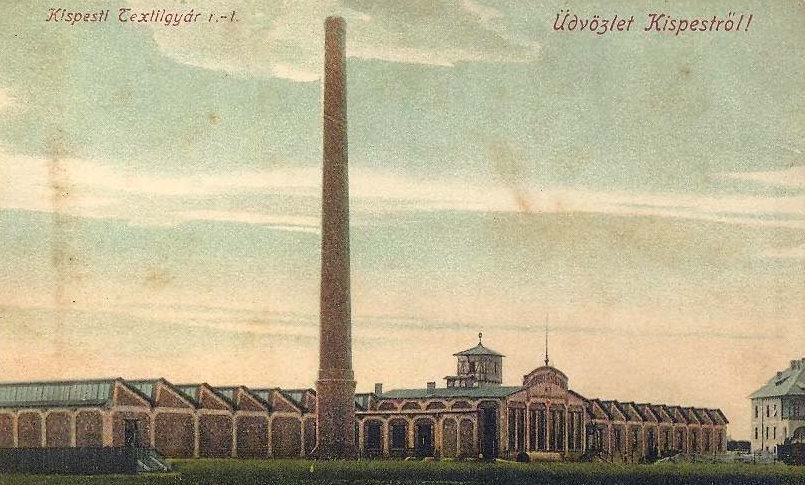
Kispesti Textilgyár

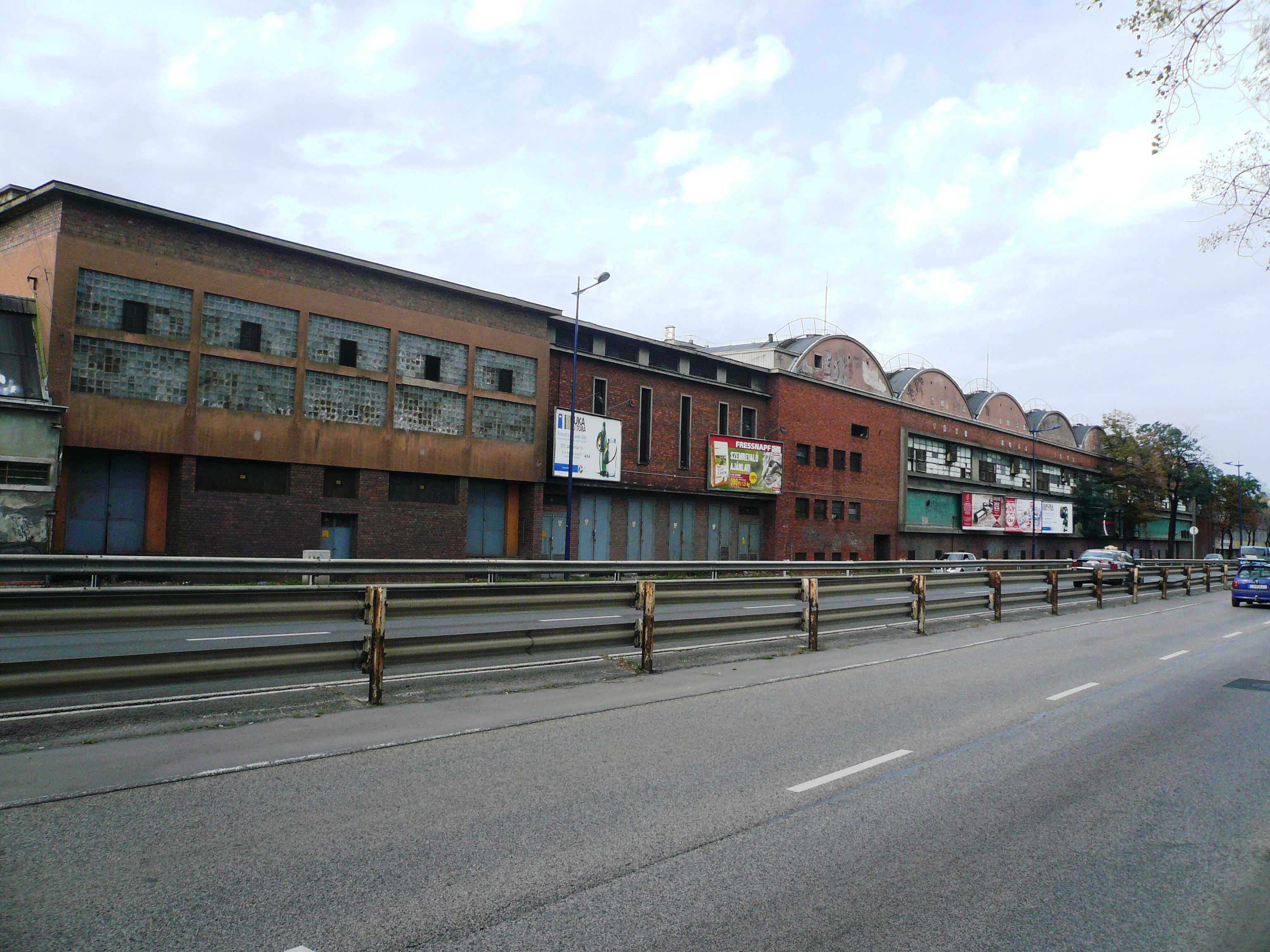
A Lőrinci Fonó ma

A terület természeti adottságai (kavics- és agyaglelőhelyek) miatt ipari létesítmények is megjelentek a környéken. A Lónyay-birtokon 1880-ban a mai temető helyén megnyílt a Klauber és Vajda Kavicsbánya, ahonnan 1882-től vasúton (a mai Burma-vasút) szállították a kavicsot Soroksár felé.
A település első üzeme, az 1882-ben alapított téglagyár (Budapest-Szentlőrinci Tégla- és Terracottagyár), a mai Lőrinci Sportcsarnok környékén feküdt.
A téglát elsősorban a budapesti építkezéseken használták fel, ám a gyakran járhatatlan Üllői út megnehezítette a szállítást. Ezért 1887-től keskeny nyomtávú vasút közlekedett az Üllői úton a Ludovikától a téglagyárig (ma: Nagyvárad tér-Thököly út), amely hamarosan utasokat is szállított és 1900-ban villamosították. Ez a mai 50-es villamos elődje.
Cséry Lajos, a major földesura tehenészete és gyümölcsösei mellett egy úttörő jellegű vállalkozásba is belekezdett. A fővárossal kötött szerződés alapján birtokainak egy részét szeméttelepnek jelölte ki (Cséry-telep), ahova az általa építtetett (1891-96) vasútvonalon érkezett a budapesti szemét. Cséry 1893-ban Komposztálási eljárást fejlesztett ki és szabadalmaztatott. Adalékanyagok hozzáadásával a szemétből szerves trágyát állított elő, amit kertészetek, szőlészetek számára értékesített. A vállalkozás nem hozta meg a várt anyagi sikert. A cég 1900-ban részvénytársasággá alakult, a hiányzó pénz Cséry kisebb területek eladásával próbálta meg előteremteni (földjei nagy részét a majorral együtt 1902-ben Szemere Miklós vette meg), de végül 1913-ban mégis csődbe ment.
1892-ben a Gyömrői út mentén az István Téglagyár, majd a Souhaitl (1911-től Balázs) Téglagyár indította be a termelést.
Ugyanitt, a mai vasútállomással szemben, 1895-ben Polke József hordógyárat alapított, de ez csupán öt évig működött.
Szintén rövid életű volt az 1889-ben átadott lajosmizsei vasútvonal mentén 1896-ban épült Storand Vilmos által alapított serfőzde és szurokgyár.
1896-tól a mozdonyokat és vasúti kocsikat gyártó Orenstein & Koppel cég (később Kőolajipari Gépgyár) telepedett le a Gyömrői úton (épületeinek egy részében ma bevásárló központ működik).
A gyár és a parkettagyár között 1900-tól a Magyar–Amerikai Northrop Szövőgyár (később Lőrinci Fonó) nyílt meg.
1902-ben a Vasvári utca-Kossuth Lajos utca sarkára költözött át Budapestről Krautschneider József kocsilámpa gyára (épületében később iskola, majd postahivatal kapott helyet).
1903-ban az Üllői úton, a lajosmizsei sorompónál megnyílt Steiner Adolf Magyar Szalagszövő Gyár Szentlőrinc nevű üzeme, a későbbi Szalagszövő és Csipkegyár elődje.
1905-ben az Üllői út és a Bartók Lajos utca sarkán olaj- és vazelingyár nyílt, ami 1907-ig működött, akkor valószínűleg leégett.
A hordógyár helyén 1908-tól parkettagyár (Szentlőrinci Parkettagyár) telepedett meg.
1907-ben kezdte működését az akkor még Kispesthez tartozó településen a Kispesti Textilgyár, más néven Kistext, melyet négy Popper-testvér alapított.

### Újabb telepek
Ezalatt folytatódott a terület felparcellázása, az olcsó telkek és a gyárak sok embert vonzottak ide, így a településrész lakossága ugrásszerűen növekedett.
1887-ben a Herrich Károly birtokában lévő területből 80 holdat megvásárolt a Budapesti családiházépítő Egylet, majd tagjai számára olcsó házhelyeket biztosított. Kialakult a harmadik pestszentlőrinci településrész, az Ezerháztelep (a mai Kemény Zsigmond utcától a Madarász utcáig tartott), két utcája a Kossuth és a Batthyány utca volt.
Herrich halála után veje, Bókay Árpád örökölte a birtokot, aki tovább folytatta a parcellázást. 1850 házhelyet alakított ki, s ezeket 1898-ban egy képes füzetben bemutatva népszerűsített a fővárosban (Parcellázás Szentlőricen). Kialakult a ma Bókaytelepnek nevezett városrész, ahova a majorból az iskola is átköltözött. Kisebb lakótelepek is alakultak: a Rendessy-telep (Rendessy-szőlők, itt 1909-től iskola is működött) az Üllői út-lajosmizsei vasútvonal környékén, az Újmajor a mai Honvéd utca végén, a Kavicsbánya a mai temető területén.
A Gyömrői út gyárai, a Rákoskeresztúri új köztemető és a Gyűjtőfogház közelében 1902-tól alakult ki Erzsébettelep, melynek 1908-től iskolája is volt. A ceglédi vasútvonal mentén még Cséry kezdte meg az új major felépítését, amit aztán Szemere Miklós folytatott, és parcellázásba is kezdett a környéken, ahol az Ó-Szemeretelep alakult ki.
Pestszentlőrinc lakossága az 1890-es 896-ról 1900-ra 5952-re nőtt, 1910-re pedig elérte a 7824-et, a házak száma ekkor 782 volt.

## Pestszentlőrinc nagyközség (1910–1936)

### Az önállósulás
Pusztaszentlőrinc népességszámának növekedésével a lakosság öntudata is megerősödött, egyre többen támogatták a településrész elszakadását Kispesttől. Már 1897-ben panaszkodott a helyi újság a községi pótadó aránytalan felhasználása miatt. 1899-ben 150 helyi birtokos Bókay Árpáddal az élen önállóságra tett javaslatot a vármegyének. A tárgyalások 1901-ben meg is kezdődtek, de elhúzódtak a települések határának vitája miatt (Cséry összes birtokát az új településhez akarta csatoltatni, de a kispestiek a Hofherr és Schrantz Gépgyárhoz ragaszkodtak). Végül a határt a lajosmizsei vasútvonal mentén jelölték ki. 1906-ban a gyártulajdonosok Krautschneider József vezetésével a belügyminiszternél sürgették az elszakadást, a településrész ugyanis minden törvényi előírásnak megfelelt. 1908-ban a lőrinciek Kuszenda Lajos személyében segédjegyzőt kaptak Kispestről a helyi ügyek hatékonyabb intézése érdekében. A kispesti képviselő-testület 1908. augusztus 1-jén 102/kgy. 1908. számú határozatával hozzájárult az önállósuláshoz, amit a belügyminiszter 1909. október 14-i 61160/1908. III. számú rendelete hagyott jóvá. Ezután a képviselő-testület 1909. december 15-i közgyűlésén 1910. január 1-jei hatállyal önálló nagyközséggé nyilvánította Pestszentlőrincet.

### Az 1910-es évek

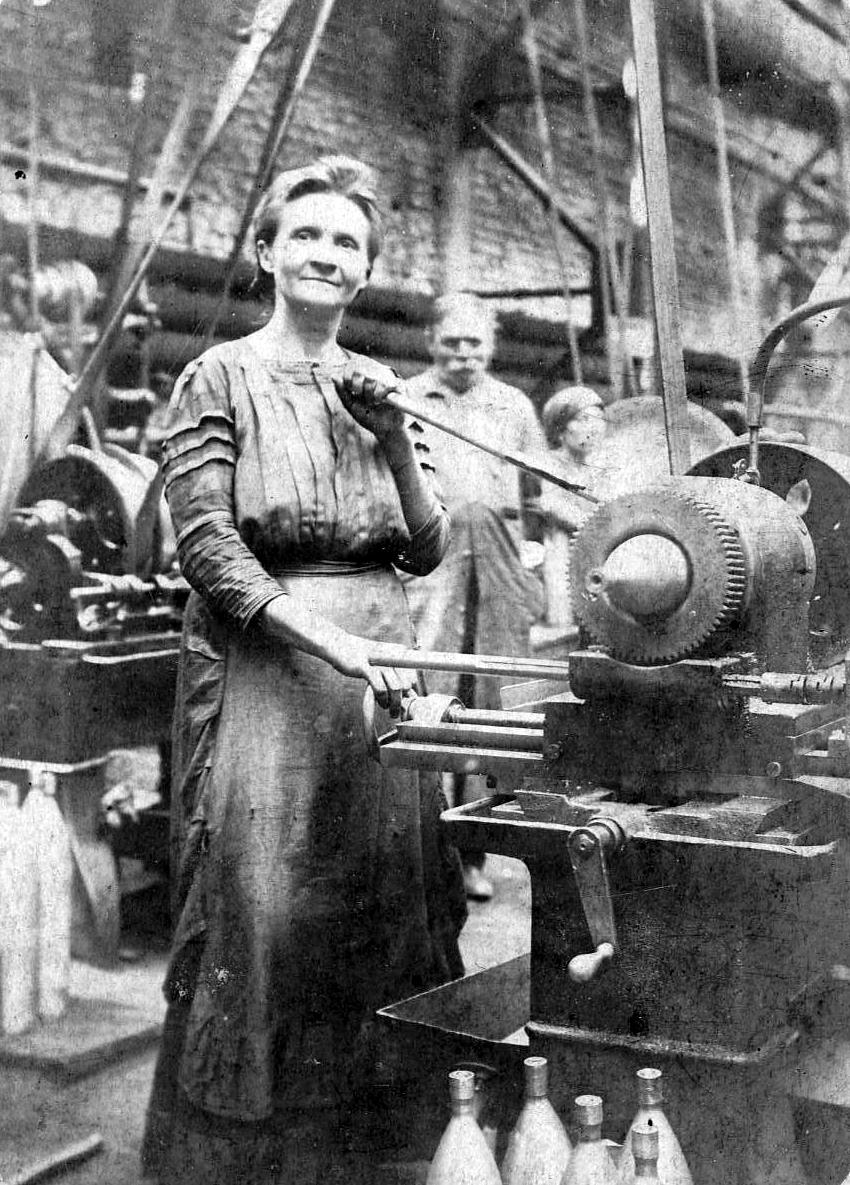
Munkásnő a Magyar Lőszergyár Rt. telepén

Az önálló Pestszentlőrinc gyorsan megszervezte önigazgatását. A község elöljárósága rendeletekben szabályozta a mindennapi élet számos területét (pl. iskolák működése, házaló muzsikusok, bérkocsik). A rendőrség 1912-ben 27 fővel működött, 1911-től 17 fővel önkéntes tűzoltóegylet alakult, amely Köhler-féle kocsifecskendőjét csak kölcsönkért lovakkal tudta a helyszínre szállítani.
1910-től működött a Pestszentlőrinci Iparos Kör, 1912-től a helyben szerkesztett Pestszentlőrinci Lapok. 1912-ben „szilárd falazatú mozgóképszínház” (Japán mozgó) épült, előtte a mozi sátorban üzemelt (Flóra projektográf). Az 1908-ban létrejött Szentlőrinci Atlétika Club (SZAC) után, 1912-ben megalakult a második futballcsapat, a Szemeretelepi Torna Egyesület. 1913-ban ott rendezték az első magyarországi cserkésznapot.
Már 1898-ban megalakult a katolikus templomépítő bizottság, de a tagok a több felajánlott ingyenes telek között nem tudtak választani. Végül csak haranglábat építettek, a misék az iskola épületében folytak. Az újjáalakult bizottság 1910-ben kezdte meg egy kis templom építését a Batthyány utcában (ma plébániahivatalként működik), melyet 1911-ben szenteltek fel. Az első lelkész dr. Wimmerth Béla káplán lett.
A községgé alakulással az ipar és a lakóterületek fejlődése is töretlenül folytatódott. 1910-ben Lipták Pál mérnök a lajosmizsei vasútvonal mentén megépült gyára Lipták és Társa Hazai Beton és Vasbeton Építési Vállalat, majd 1911-től mint Dr. Lipták és Társa Építési és Vasbetonépítési Vállalat Vasszerkezeti Gyár Részvénytársaság, 1913-tól pedig Dr. Lipták és Társa Építési és Vasipari Részvénytársaság működött. Csarnokok, műhelyek, öntödék, áruházak, vasúti építmények, valamint tározók, csövek, daruk, felvonók és rakodógépek gyártásával foglalkoztak. A gyár 1916-tól hadfelszerelési cikkek gyártására tért át, a tüzérségi lőszergyártáshoz (főként női munkaerővel) pedig egy kőfallal körülvett külön üzemegységet is felépített.
1911-ben Rényi Oszkár faárugyárat alapított, botok, nyelek, konzerves- majd a világháború alatt lőszeresládák, később konyhaszékek, kaptafák készítésére.
Az első világháború alatt több lőrinci üzem is hadfelszerelések gyártásával foglalkozott. Az Orenstein&Koppel cég tábori vasutak, a Kistext katonai ruházatot, a Parkettagyár pedig faárut készített a frontra.
A Tanácsköztársaság idején Pestszentlőrincen is új községi vezetés vette át az irányítást. Az április 7-én megalakult direktórium vezetője Debreczeni Antal lett. Megkezdték a földosztást, az iskolákat rövid idő alatt öt tanteremmel bővítették és a Szemere-birtokon állomásozó Vix francia alezredes által vezetett egységet vérontás nélkül lefegyverezték. A Vörös Hadseregben elsősorban a Lipták- és az Orenstein&Koppel gyárak munkásai vettek részt.
A Budapestre bevonuló románok távozásukkor magukkal vitték a Lipták-gyár berendezéseit is.

### Pestszentlőrinc 1920–1936

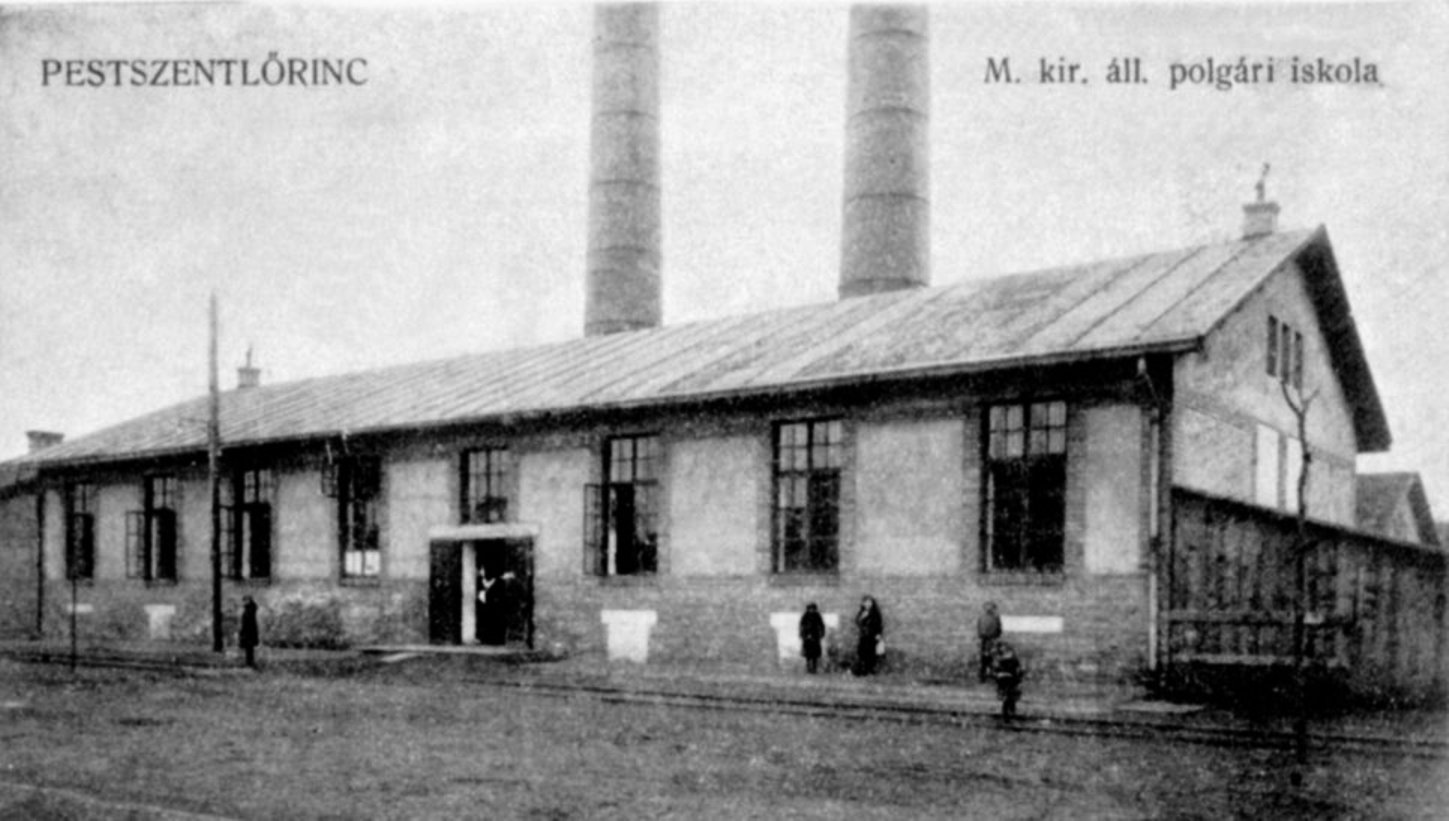
Magyar Királyi Polgári Iskola

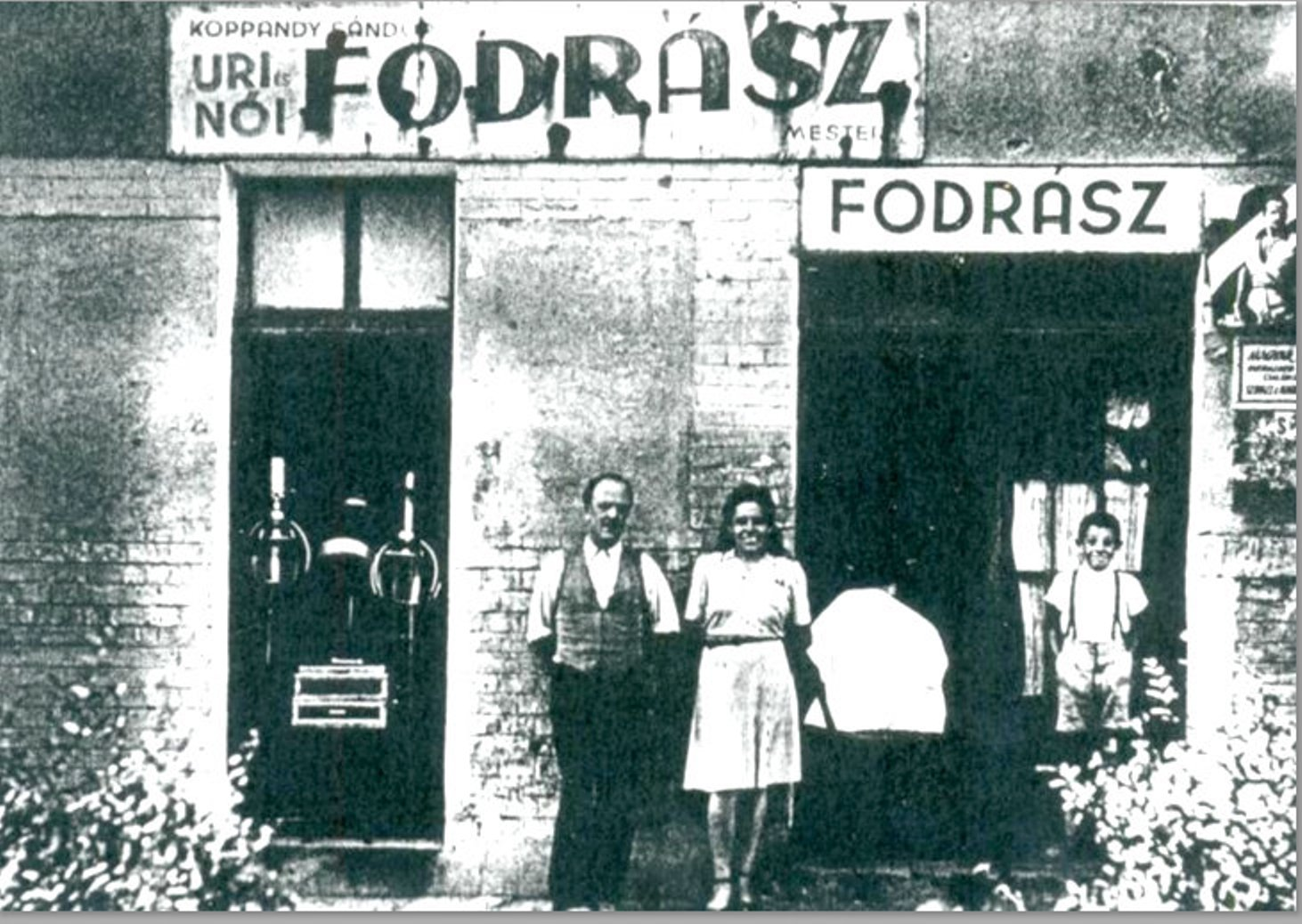
Fodrászat

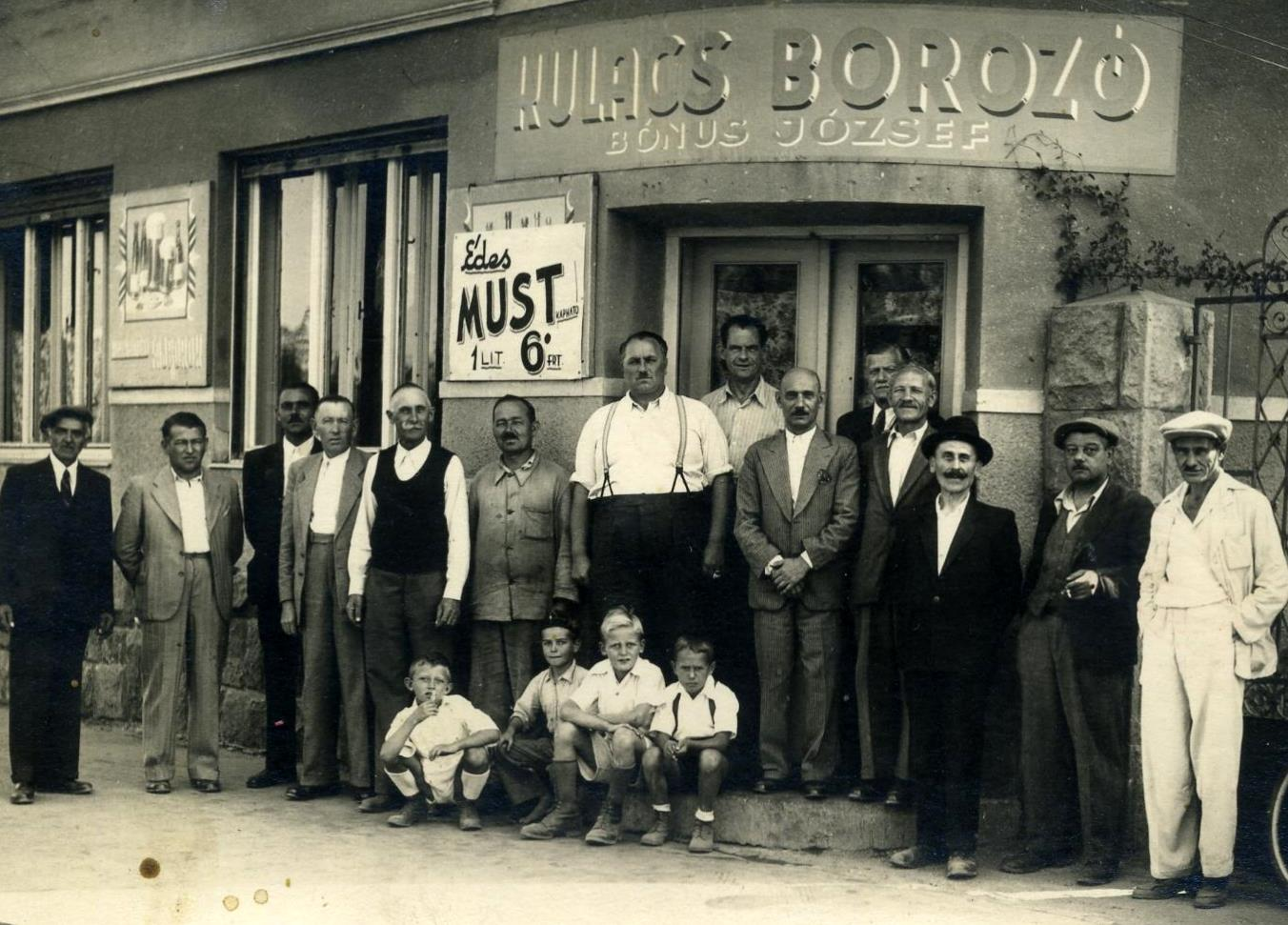
Kulacs borozó, Baross utca sarok

Pestszentlőrincnek az 1920-as évek elején 12 000, 1925-ben 18 269, az 1930-as évek elején már 30 000, 1936-ban pedig 36 000 lakója volt. A lakosság gyors növekedését jórészt az újabb lakóövezetek kialakulása okozta. A Budapesttől távolabbi területek betelepítését felgyorsította (és telekáraikat megnövelte) a villamosvonal meghosszabbítása Szarvascsárdától Pestszentlőrinc akkori határáig, a mai Béke térig (1929).
A trianoni békeszerződés után az új határokon kívülről érkező menekültek elhelyezésére a korábban kifosztott Lipták-gyárban alakítottak ki szükséglakásokat. Itt jött létre az Állami lakótelep. Később egy- és kétemeletes házak is épültek, a kőfallal körülvett telepnek hamarosan saját iskolája lett, majd kiépült az alapvető infrastruktúrája is. Lakosságának legnagyobb része állami tisztviselő volt, a többiek viszont a legszegényebb rétegekből kerültek ki.
1920-ban megalakult a Köztisztviselők Kertgazdasági Otthona Pestszentlőrinc nevű egyesület, mely a földbirtokrendezés értelmében 115 holdat (65 hektár) megszerzett a Szemere-birtokból. Pereskedés és anyagi problémák után 1929-ben elkezdték a terület parcelláinak eladását. Itt alakult ki a Szent Imre-kertváros, mely 1930-ben, Szent Imre emlékév tiszteletére kapta a nevét. Az utcák egységesen erdélyi földrajzi neveket kaptak.
Szemere Miklós örököse, István 1928-ban kezdte el parcellázni az Üllői úttól északra fekvő birtokát. Itt alakult ki az Új-Szemeretelep, melynek utcái felvidéki földrajzi neveket kaptak.
A Szemere-birtok másik részéből a háború rokkantjai számára alakítottak ki telkeket. Ez a terület előbb a Rokkanttelep, majd a Miklóstelep nevet viselte. Az utcákat az 1905-6-os nemzeti ellenállási mozgalom vezetőiről és katonai eszközökről nevezték el. Szintén a nemzeti mozgalom vezetőiről nevezték el a szomszédos Tulipántelep utcáit, melynek neve is a tisztviselők által viselt jelképre utal.
További két lakóterület alakult ki Pestszentlőrinc mai területén, melyek azonban ekkor még (1945-ig) Vecséshez tartoztak. Ezek az 1929-től kiépülő Ganztelep és a 30-as évek elejétől felépülő Ganzkertváros.
A község egyetlen elemi iskolája mellett 1922-től, az Állami lakótelepen polgári iskola kezdte meg működését. Az iskolai gondnokság és a szülők is iskolaépítésért kérvényekkel ostromolták a tanfelügyelőséget és a minisztériumot. Ennek meg is lett az eredménye, mert gróf Klebelsberg Kuno 1927 elején elrendelte a 4 elemi és 1 polgári iskola felépítését. Sajnos a községnek nem volt elég pénze az iskolák felszerelésére, így 1927-ben csak a szemeretelepi, erzsébettelepi és a rendessytelepi (a mai "Piros Iskola", Pestszentlőrinci Német Nemzetiségi Általános Iskola) elemi iskolák nyitották meg kapuikat, csak a következő évtől működött a miklóstelepi iskola,
A fiú- és lány polgári iskola épületét Szivessy Tibor és Janszky Béla tervezték, és Kapuváry Gusztáv építette. Az épület 1927-re elkészült, de felszerelésére nem maradt pénz, így csak 1929. január 6-án avatták fel. Ekkor költözött át ide az Állami lakótelep iskolája. Az elköltözött polgári helyén 1934-től működött elemi iskola.
A Ganztelepen 1932-től, a Szent Imre-kertvárosban 1933-tól nyílt meg az elemi iskola, a Liptáktelepen pedig, a gyár irodáiból kialakított helyiségekben, 1934-ben
állami fiú felsőkereskedelmi iskola kezdte meg működését.
Az iskolák kevés tanteremmel működtek, és már az első évben túlzsúfoltságukról számolt be a helyi sajtó.
A húszas években az iskolák mellett a templomok építése is lendületet vett. Hosszú előkészületek után 1925-ben felszentelték a Batthyány utcai katolikus templomot, 1932-ben pedig a Kossuth téri evangélikus templomot. Ezután az Állami lakótelep templomait adták át: a Szent László-templomot 1935-ben, az unitárius templomot pedig 1936-ban.

## Pestszentlőrinc megyei város (1936–1950)

### A várossá válás
Az 1930-as évekre 30 000 lakosúvá fejlődött Pestszentlőrinc az ország legnagyobb faluja volt.
„Amerikai tempójú” fejlődése többekben felvetette a várossá válás kérését. A folyamat azonban több külső és belső tényező hatására csak évek múlva fejeződött be.
1928-ban a dél-pesti főgyűjtő csatorna építése kapcsán ellentét támadt Pestszentlőrinc és Kispest között. Ekkor vetette fel dr. Válya Gyula kispesti polgármester, hogy meg kell vizsgálni a község Kispesthez való visszacsatolásának lehetőségét. A kispestiek számos, elsősorban anyagi természetű okot soroltak fel az egyesítés támogatására, de Pestszentlőrincen a tervek komoly ellenállásba ütköztek. A Polgári Kör tömeggyűlést szervezett a Lövöldébe, ahol a tervet elutasították, majd 3000 tiltakozó aláírást gyűjtöttek. A képviselő-testület szintén az egyesítés ellen foglalt állást. A települések közötti vita egy éven át tartott, majd 1929-ben a lőrinciek ellentámadást indítottak, amikor célul tűzték ki Pestszentlőrinc megyei várossá válását.
Az előkészületeket számos körülmény hátráltatta: az akkoriban zajló világgazdasági válság miatt megnőtt a munkanélküliség, a képviselő-testület tagjai pedig (pl. Kuszenda Lajos főjegyző) botrányos parcellázási ügyletekbe keveredtek. 1931-től dr. Balog Géza töltötte be a főjegyzői hivatalt, aki rövid idő alatt a várossá nyilvánítás egyik fő támogatójává vált. Ehhez az 1886. évi XXII. törvénycikk értelmében a község állami adójának legalább 50%-át fizető lakosok és birtokosok támogatására volt szükség. Ez a feltétel könnyen teljesült: a hozzájárulásról szóló nyomtatványt visszaküldők az adó 74,5%-át fizették. A képviselő-testület bizottsága a község földrajzi, történelmi, népességi és gazdasági viszonyait bemutató tanulmányt készített és továbbított a vármegyei közigazgatáshoz.
1932-ben az új kispesti polgármester, dr. Molnár József a Pestszentlőrinccel való békés egymás mellett élés jegyében új tervvel állt elő. Lemondott az egyesítésről és kilátásba helyezte, hogy támogatja a várossá válást, amennyiben Pestszentlőrinc területeket ad át Kispestnek. Az 1910-es szétváláskor Kispest 1400 hold (8 km²), Pestszentlőrinc 3600 hold (20,5 km²) területet kapott, a sűrűn beépített Kispestnek ekkorra bizonyos fejlesztési beruházásokra (vágóhíd és vasútállomás bővítése, új sporttelep) már nem maradt szabad területe, temetőjét is a szomszédos községtől bérelt földön működtette.
A lőrinciek méltányosságra hivatkozva nem zárkóztak el a kispesti igényektől, ám lakott területről nem mondtak le és kompenzációkat vártak. Ezzel azt remélték, hogy Kispest végleg lemond az egyesítésről és további területi követelésekről, valamint megnyerhetik a felsőbb szervek (alispán, miniszter) jóindulatát, amire a várossá váláshoz nagy szükség volt. A Kispest által kért kb. 1000 hold (5,7 km²) nagyságú területet azonban túl soknak tartották. Végül több tárgyalás után egy 230 hold nagyságú (a lajosmizsei vasútvonaltól délre fekvő, a mai Nagykőrösi út-Szentlőrinci út-Méta utca-Kolozsvári utca közötti – ma részben Kispest-Kertváros található itt) és egy, a gr. Apponyi utca (ma Hengersor utca) és a vasútvonal között fekvő öt hold kiterjedésű, lakatlan terület átadására került sor. Cserébe Kispest lemondott a további igényekről, támogatta a várossá nyilvánítást, és lőrinci hozzájárulás nélkül vállalta a főgyűjtő csatorna megépítését.
A vármegyei közgyűlés 1932. május 10-én a várossá nyilvánítás kérelmét támogató javaslatot terjesztett a belügyminiszter elé. A belügyminiszter 1933 decemberében végül a megnövekvő anyagi terhekre (pl. a városi rendőrkapitányság fenntartása az állam feladata lett volna) elutasította a kérelmet.
A kedvezőtlen fordulat után a pestszentlőrinci közgyűlés kivárt, az elutasító határozatot csak 1935 májusában vette tudomásul. Ezután a várossá nyilvánítást újólag kérelmezte, amit 1935. november 3-án jóvá is hagytak. 1936. január 1-jén Pestszentlőrinc megyei várossá vált. A még 1935 decemberében megtartott választásokon a Nemzeti Egység Pártja szerzett abszolút többséget (1200 szavazat a 2113-ból), polgármesterré pedig az eddigi főjegyzőt, dr. Balogh Gézát választották.
1936. január 2-án tartotta meg a város alakuló ülését. A képviselő testületben 44 választott, és 44 virilista (legtöbb adót fizető) személy foglalt helyet. Köztük volt Fedák Sári a Nemzeti Egység Pártja helyi szervezet női csoportjának elnöke, Lónyaytelepi lakos.

### A háború előtti évek (1936–1941)
A kultuszminiszter engedélye alapján 1936-ban kezdte meg működését a Pestszentlőrinci Állami Gimnázium is, mely 1947-ig üzemelt. A gimnázium a kecskeméti Katona József Gimnázium átköltöztetésével jött létre, az első tanévben a Tündérkert mulatóban működött, ahol három tantermet alakítottak ki. 1937-től a Wlassics utcai elemi iskola épületében zajlott a tanítás, az ott lévő iskolát pedig több helyre, köztük magánházakba osztották szét.
A polgári iskola túlzsúfoltsága miatt szintén még 1936-ban nyílt meg a II. Számú Polgári Iskola, melyet szintén a Lipták-gyár átalakított épületeiben, a kereskedelmi fiúiskola mellett működtettek.
A fiú kereskedelmi iskola 1940-től Pestszentlőrinci Magyar Király Állami Károlyi Sándor Kereskedelmi Középiskola néven működött.
1937-ben a Hargita téren Cserkészházat adtak át, 1938-ban megkezdte működését az Adria Filmszínház. Ugyanebben az évben a Kossuth téren felavatták az I. világháború áldozatainak emlékművét (Visnyovszky Lajos szobra). 1940-ben elkezdték építeni a város határában a ferihegyi repülőteret, 1941-ben pedig átadták a Kossuth téri református templomot.
A háborúra való felkészülés jegyében 1937. október 13-án éjszakai légvédelmi gyakorlatot tartottak a városban, ami 1939. október 24-én és 27-én is megismétlődött.

### A második világháború (1941–1945)

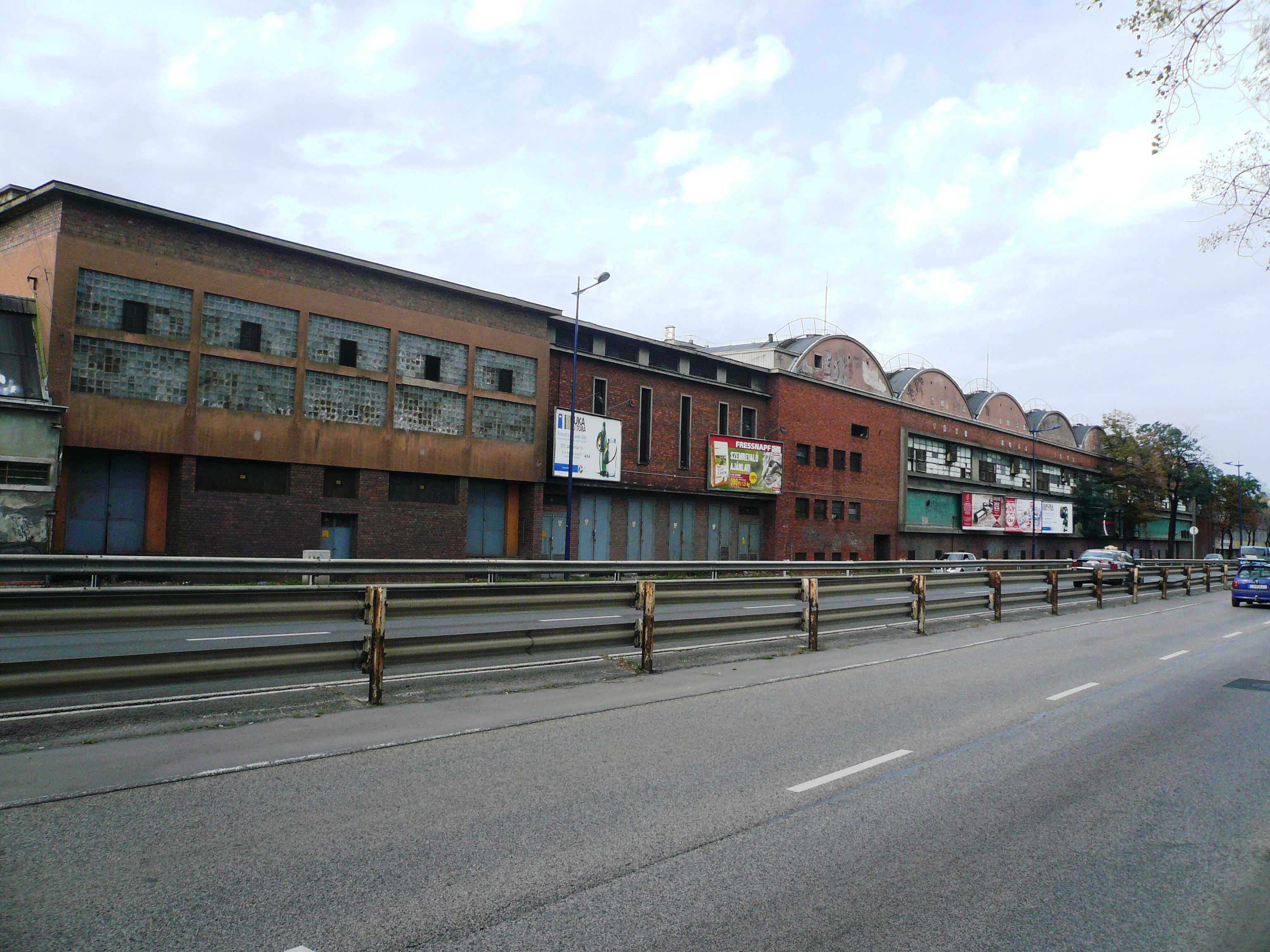
A Filtex gyár épülete 2012-ben

1942 szeptemberében 11 honvédelmi munkabizottság alakult a városban. 1943 februárjában a I. Számú Polgári Iskola (Kossuth tér) épületét 15 kórtermes vöröskeresztes hadikórházzá alakították, a tanulókat magánházakba osztották szét. A kórházba már márciusban 80 sebesült érkezett, az egészségügyi felszerelést adományokból és az Adria filmszínház jótékonysági műsorának bevételéből fedezték.
Az 1944. március 19-ei német megszállás után Balogh Gyula polgármester helyét Déry Béla vette át. Német irányítással megkezdték a gyárak berendezéseinek nyugatra szállítását, amit a dolgozók több helyen is próbáltak szabotálni. A gyárak már korábban haditermelésre álltak át, pl. a FILTEX-gyár helyén létrehozott PIRT-gyárban (Pestszentlőrinci Ipartelepek Rt.) Ju 87 repülőgépeket szereltek össze. A hadikórház mellett több iskolát és óvodát is légoltalmi segélykórházzá vagy katonai munkásszállóvá alakítottak át. Az épülőben lévő Ferihegyi Repülőteret katonai repülőtérré nyilvánították. Pestszentlőrincen működött a Négyes Számú Hadkiegészítő Parancsnokság, mely főleg munkaszolgálatosokat irányított a frontra.
1944. április 3-tól megkezdődtek a Budapest elleni légitámadások. Ezek gyakran irányultak a repülőtérre, a bombák sokszor a Ganztelepet vagy a Ganz-kertvárost érték el. Légópincék épültek a városban, pl. az Előd és a Vércse utcában, valamint az Újlaki és az Üllői úti téglagyárak agyagbányáiban.
Az Állami lakótelep egy elkülönített részén gettót alakítottak ki a zsidó lakosság számára. 1944. június 12-én szállították el az itt élt kb. 1500 embert, a munkabírók a frontra, a többiek Monorra kerültek. Közülük sokakat mentettek meg a különböző lőrinci felekezetek papjai hamis keresztlevéllel.
A nyilas hatalomátvétel (1944. október 15.) után megszervezték a városháza tisztviselőinek Zsámbékra való áttelepítését. Novemberben már érzékelni lehetett a Gyál felől közeledő front jeleit, a nyilasok a gyári berendezéséket, a hadikórházat és a leventéket nyugatra küldték. A polgári lakosságot erődítési munkákra (pl. sáncárkok ásása) irányították, majd november 11-én elrendelték a Budapesttől délre fekvő, a harcokat akadályozó települések lakosságának áttelepítését (a lőrincieket Kispestre). A lakosság a városháza előtt tiltakozott, a vezetés végül csak a város déli (a Városház utcától délre fekvő) részének kiürítését rendelte el. Ez a népesség kb. egyharmadát érintette. Az Üllői utat szögesdróttal zárták el, az útban lévő, kilövést akadályozó házakat pedig felrobbantották. December 5-én ez lett a sorsa a város jelképévé vált, 1815-ös királytalálkozóra épített gloriettnek is, ami akkor mint kápolna funkcionált.
December 29-én bezárult a Budapest körüli ostromgyűrű. Vecsés felől Steinmetz Miklós századost parlamenterként küldték a városba, aki a frontvonalon való áthaladáskor társaival életét vesztette (korábban a németek orvtámadásának tartották, ám valószínűbb, hogy dzsipje aknára futott).
Steinmetz halála után megindult az ostrom, a frontvonal 1945. január 5-én érte el a lajosmizsei vasútvonalat, vagyis Pestszentlőrinc ekkorra került a Vörös Hadsereg megszállása alá.

### Az utolsó önálló évek (1945–1950)
A front átvonulása után a városban kb. húszezer ember maradt, ami alig több a háború előtti lakosság felénél. 1947-ig kb. ezer lőrinci hadifogoly tért vissza szülővárosába. 167 lerombolt épület maradt a harcok elvonulása után, az Állami lakótelep házainak fele lakatlanul állt, itt a lakosság 30%-a maradt a helyén. A Kossuth téren ütegállások és lövészárkok voltak, szén híján az utcai és a kerti fákat városszerte kivágták és eltüzelték.
A romeltakarítás után gyorsan újraindult az élet: az élelemhiány miatt az üresen álló telkeken is növényeket termesztettek. A város három pontján ingyenes ételt osztó népkonyhákat állítottak fel. Az éhínség mellett a betegségek és a rossz higiénés körülmények is nehezítették a lakosság életét. Az árván maradt gyerekek számára februárban a volt főjegyzői villában megnyílt a Szabadság Gyermekotthon (két évvel később a Kistext gyár is gyermekotthont nyitott). A tavasz folyamán beindultak a gyárak (Kistext, Burettfonó, Orenstein-Koppel, Szalag- és Csipkegyár) és megkezdődött az iskolai oktatás, ahol nemsokára napközis étkeztetési is beindítottak.
1945 elején megalakult a Pestszentlőrinci Nemzeti Bizottság, elnökévé Vagács Vilmost, titkárává és rendőrparancsnokká Házi Árpádot, polgármesterré Józsa Sándort választották. Megválasztották a 60, majd ősztől 80 tagú képviselő-testület tagjait is.
Márciusra megtörtént a földosztás is: a város területén fekvő nagybirtokokból 800 holdat (450 hektár) osztottak fel 127 család részére, amelyek gyerekszámtól függően 2-10 holdas kisbirtokokat kaptak. A helyi gazdák Gazdakört alakítottak.
1945 szeptemberében 564 holddal (3,2 km²) megnőtt a város területe is: az addig Vecséshez tartozó, de annak központjától távol fekvő, viszont Pestszentlőrinccel összeépült Ganztelep és Ganzkertváros (Csáky-liget) átcsatolásával.
Az Állami lakótelepet is 1945-ben csatolták Pestszentlőrinchez, 1948-ban pedig az addig Rákoskeresztúrhoz tartozó Bélatelep került át a városhoz.
1946 januárjában újabb 6000 telket jelöltek ki parcellázásra. Beindult a város utcáinak újrafásítása is (akác, meggy). A Kossuth téri parkot is helyreállították, ahol szovjet emlékművet építettek. A Ráday utcában lévő Egészségházat kibővítették, tüdőgondozóval is ellátták. Ez 1947 márciusától Pestszentlőrinci Szakrendelő Intézet néven fogadta a betegeket. 1947 februárjában átadták a Rózsa utcai mentőállomást. A város ugyanebben az évben kapta vissza önálló rendőrkapitányságát, amit egy évvel korábban a kispestivel vontak össze.
1947. augusztus 2-án átadták a forgalomnak a város második, társadalmi munkával épült, 4 km hosszú 40-es járatszámú villamosvonalát, mely a Béke teret kötötte össze Pestszentimrével, és ami 1975-ig közlekedett).
A város kulturális élete is fellendült: megnyílt a Városi Könyvtár, a Dolgozók Esti Iskolája (1946-) és a Gazdasszonyképző Iskola (1946-49).
1948-ban a Cséry-telepen tőzegüzem nyílt és a PIRT-gyár helyén megnyílt az Állami Fonoda. 1949-re a Szemere Lövölde átalakításával elkészült a strandfürdő.
A Magyar Kommunista Párt hatalomátvételéhez kapcsolódóan 1948-49-ben lezajlottak az államosítások, a helyi szervezetek, klubok, vallási közösségek lassan visszafejlődtek. A gazdák a pestszentimrei Szabadság Termelőszövetkezethez társulhattak. 1949-ben adták át a város déli határán álló Steinmetz Miklós emlékszobrot.
Az Országgyűlés az 1949. évi XXVI. törvényben hozott döntést Nagy-Budapest létrehozásáról, és ez a 14 éve fennálló Pestszentlőrinc megyei város önállóságának végét jelentette.

## Budapest XVIII. kerülete (1950–)
Pestszentlőrincet 1950-ben 22 másik településsel együtt Budapesthez csatolták, azóta a szomszédos Pestszentimrével összevonva Budapest XVIII. kerületét alkotja.